# Tovey (Illinois)
Tovey é uma vila localizada no estado americano de Illinois, no Condado de Christian.

## Demografia
Segundo o censo americano de 2000, a sua população era de 516 habitantes.
Em 2006, foi estimada uma população de 496, um decréscimo de 20 (-3.9%).

## Geografia
De acordo com o United States Census Bureau tem uma área de
0,5 km², dos quais 0,5 km² cobertos por terra e 0,0 km² cobertos por água.

## Localidades na vizinhança
O diagrama seguinte representa as localidades num raio de 12 km ao redor de Tovey.